# Ba’ Game

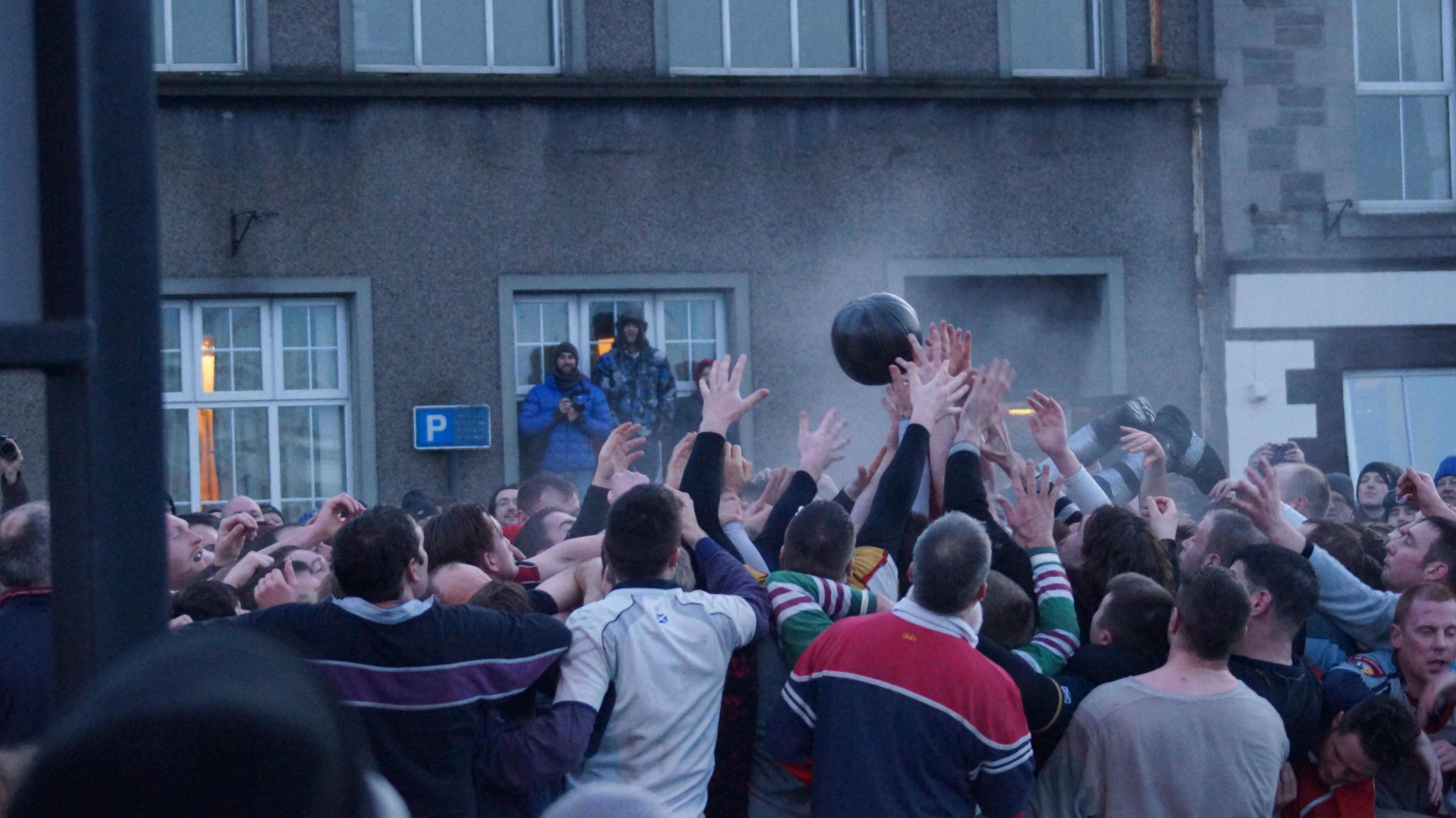
Am Hafenbecken der Doonies kurz vor Spielende (Baa Neujahr 2016)

Das Ba’ Game (auch Baa) ist ein Spiel, das auf Orkney in Kirkwall (Hauptort) und Stromness seit Jahrhunderten zu Weihnachten und zum Jahreswechsel gespielt wird. Zu beiden Terminen findet je ein „Men’s Ba’“ und ein „Boy’s Ba’“ statt. Auch in der schottischen Borderregion (Selkirk, Duns, Jedburgh, Melrose, Roxburgh) und Scone in Perthshire wird dieses Spiel nach ähnlichen „Regeln“ gespielt. Seit 2005 findet jedes Jahr am Silvestertag auch in Achiltibuie ein von Stromness inspiriertes Ba’ Game statt.
Es gibt kaum feste Regeln und keine Begrenzung der Spielerzahl. Für gewöhnlich spielen rund 300 Einwohner mit. Es spielen in Kirkwall die Bewohner der Südstadt (Uppies) gegen die der Nordstadt (Doonies); beide Mannschaften werden heute auch durch Spieler aus ganz Orkney verstärkt, die mit dem einen oder anderen Team sympathisieren. Um 13:00 Uhr beginnt das Spiel für Männer (für Jungs um 10:30 Uhr) vor der St.-Magnus-Kathedrale, indem der Ba’ – so nennt man den Spielball, einen etwa basketballgroßen drei Pfund schweren Lederball – in die Menge geworfen wird. Das Spielfeld ist die ganze Stadt (seit etlichen Jahren allerdings mit Ausnahme der Kathedrale). Im Spielverlauf kommt der Baa nur selten zum Vorschein, meistens ist er irgendwo in den miteinander ringenden Menschengruppen verborgen und auch für die Spieler selbst nur schwer auszumachen.
Ziel des Spiels ist es, den Ba’ quer durch die Stadt zu einem der beiden Tore zu transportieren. Diese liegen mehr als eine Meile auseinander; das Uppie-Tor ist eine Hauswand, das Doonie-Tor das Hafenbecken. Der Spielverlauf kann sich über mehrere Stunden hinziehen. Gewonnen hat die Mannschaft, die den Ba’ ins eigene „Tor“ spielt; den Baa als Siegertrophäe erhält allerdings nur ein Spieler der Siegermannschaft, auf den sich die „Spielführer/Sprecher“ des Gewinnerteams als „besonders wichtigen Spieler für den Spielverlauf“ verständigt haben.

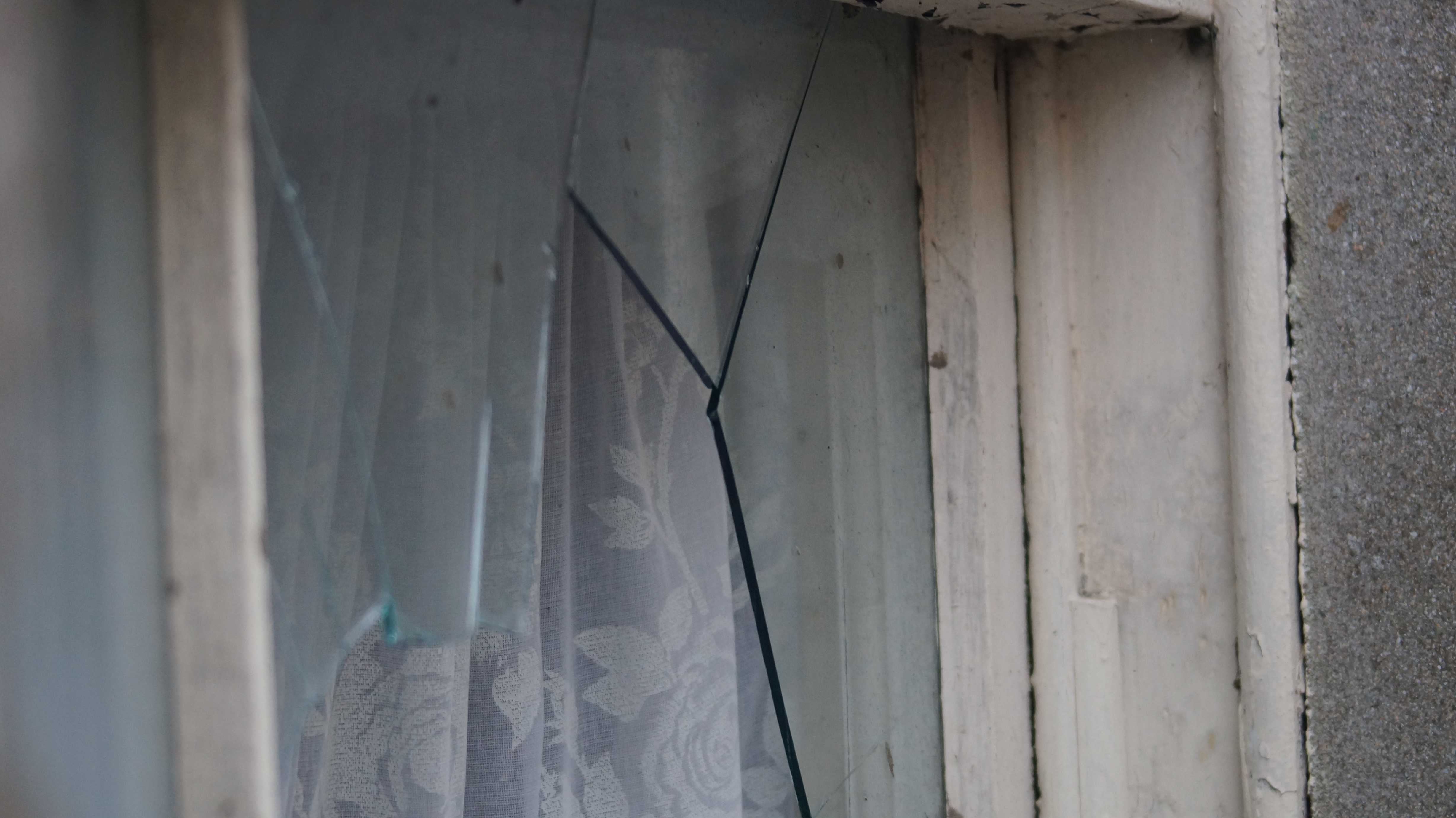
Fensterscheibe, die dem Druck der Spieler nicht standhielt (Neujahr 2016)

Versuche, nach dem Zweiten Weltkrieg ein „Women’s Ba’“ für Frauen zu etablieren, scheiterten nach wenigen Anläufen.
In den letzten Jahren gab es Versuche, das Spiel wegen seiner Wildheit und der Verletzungsrisiken zu verbieten. 2001 griff das Orkney Island Council die von der Edinburgher Zentralverwaltung ausgehende Initiative auf. Das Thema war binnen Tagen vom Tisch, als klar wurde, wie sehr das Volk an der Tradition hing. Um die Schäden zu begrenzen, bleiben an Spieltagen die meisten Geschäfte in Kirkwall geschlossen – auch solche, die normalerweise trotz der Feiertage geöffnet hätten wie z. B. Pubs oder Restaurants. Viele Ladenbesitzer verbarrikadieren ihre Schaufenster oder Ladenfronten darüber hinaus mit Spanplatten oder dicken Bohlen, Anwohner parken ihre Autos fern der hauptsächlichen „Spielachse“ am Stadtrand. Trotzdem kommt es durch die schiebenden, drängenden Menschenmengen immer wieder zu Schäden am Mauerwerk, zu eingedrückten Fenstern oder auch (unabsichtlich) demolierten Fahrzeugen.

## Mythen eines Spiels
Die Norweger der Saga-Zeit liebten wilde Ballspiele, die in der Gisli- und anderen Sagas beschrieben sind. Die Parallelen zwischen dem isländischen knattleikr und dem Ba’ Game sind, insbesondere was das Blutvergießen angeht, auffällig.
Die bekannteste Überlieferung aus der Wikingerzeit bezieht sich auf den Tod des schottischen Tyrannen Tusker (Hasenzahn; benannt nach seinen vorstehenden Schneidezähnen). Er wurde von einem jungen Orkadier besiegt, der den Kopf des Tyrannen als Trophäe auf die Inseln mitnahm. Auf dem Weg verletzte er sich an den Zähnen. Es kam zur Blutvergiftung. Vor seinem Tod erreichte er Kirkwall, dessen aufgebrachte Bevölkerung den Kopf wütend durch die Stadt trieb. Diese Version hat verblüffende Parallelen mit der Geschichte vom Tod des Orkney-Herzogs, Earl Sigurd Eysteinsson. Die Orkneyinga saga überliefert, dass Sigurd aufs Festland zog, um dort seinen Rivalen, Earl Maelbrigte Tusk, zu bekämpfen. Sigurd verletzte sich an Maelbrigtes Zahn, starb an Blutvergiftung und wurde an Ort und Stelle bestattet.
Es gibt auch eine gewisse Parallele zwischen der Tusker-Erzählung und dem aus der keltischen Mythologie stammenden Motiv des Beheading Game – wie es als Teil der Arthus-Saga in der Geschichte von „Gawain und dem Grünen Ritter“ überliefert wird.
Gawain köpft den Grünen Ritter und feiert seinen Triumph als den Sieg des Neuen Jahres. Doch der Grüne Ritter ist nicht tot; er hebt seinen Kopf auf und kündigt binnen Jahresfrist seine Rache an.
Da nimmt Gawain den Kopf und schleudert ihn in die Menge: Das Spiel mit der Trophäe beginnt.
Vergleichbar der Geschichte von Gawain gibt es die orkadische Legende von der Sea Mither and her nemis Teran. Zweimal im Jahr, zur Frühjahrs- und Herbst-Sonnenwende, kämpfen zwei Seewesen um die Vorherrschaft. Sommer und Winter repräsentierend, gewinnt mal das eine, mal das andere. Schon früh wurde das Ba’ Game derart mit diesem Wettstreit in Verbindung gebracht, dass je eine Mannschaft eines der beiden Geschöpfe repräsentierte.
Diesen heidnischen Legenden stellte die Kirche die des unglücklichen Kaufmanns Jeremiah Tulloch gegenüber, die heute im Allgemeinen als Ursprung des Ba’ bezeichnet wird. Der versuchte vor etwa 500 Jahren, einen Streit zwischen den Mannen des Bischofs und denen des Grafen zu schlichten, und verlor dabei – mehr aus Versehen – seinen Kopf. Durch Kirkwall verlief damals die Steuergrenze: Die Bewohner Up-the-Gates (Uppies) mussten ihre Abgaben an den Bischof zahlen, diejenigen Down-the-Gates (Doonies) an den Grafen. Nun war der Tod Tullochs beiden Parteien so peinlich, dass sie versuchten, den Kopf auf das Gebiet der jeweils anderen Partei zu bringen. Während dieses ersten aller Ba’ Games soll allerdings der Kopf verschwunden sein. Es gab die Steuergrenze, ebenso wie die Streitereien, vielleicht auch den Kaufmann mitsamt seinem „unglücklichen“ Ende. Der Rest ist aber Erfindung aus dem 19. Jahrhundert. Historische Belege gibt es für diese Version nicht. Die heutigen Regeln stammen dagegen nachweislich aus der Mitte des 19. Jahrhunderts.